# Reas (pel·lícula de 2024)
Reas és una pel·lícula documental argentina de 2024 dirigida i escrita per Lola Arias.
La pel·lícula va ser seleccionada per a participar en la secció Trobades al 74è Festival Internacional de Cinema de Berlín on es va estrenar.

## Repartiment
- Yoseli Arias
- Ignacio Amador Rodriguez
- Estefy Harcastle
- Carla Canteros
- Noelia Perez
- Paulita Asturayme
- Laura Amato
- Pato Aguirre
- Cintia Aguirre
- Julieta Fernandez
- Silvana Gomez
- Daniela Borda
- Jade De la Cruz Romero
- Betina Otaso

## Argument
Tots les que hi apareixen van ser empresonats a l'antiga presó de Caseros, una ciutat de la província de Buenos Aires. Recreen les seves vides a l'escena dels fets en forma d'un musical documental, actuant, cantant i ballant.  Entre ells hi ha Yoseli, que va ser arrestat per tràfic de drogues a l'aeroport d'Ezeiza. En Nacho va anar a la presó per frau i allà va fundar un grup de rock. Els dos es van conèixer durant aquest projecte cinematogràfic.
Les dones cis i les persones trans recreen les seves pròpies experiències i les processen de manera lúdica. Recreen escenes del seu passat i sorgeixen preguntes com ara: Com van acabar aquestes persones a la presó? Com utilitzen el temps que hi passen per reescriure les seves pròpies vides i dissenyar un futur?

## Premis i nominacions
| Any  | Festival de Cinema | Data de l'esdeveniment | Categoria | Nominat | Resultat | Ref.  |
| ---- | ------------------ | ---------------------- | --------- | ------- | -------- | ----- |
| 2024 | Festival de Berlín | 18 de febrer           | Forum     | Reas    | Pendent  | [ 2 ] |